# Colpotrochia nipponensis
Colpotrochia nipponensis là một loài tò vò trong họ Ichneumonidae.